# 託命彎角介
託命彎角介（学名：Loxocorniculum tominga）为彎貝介科彎角介屬下的一个种。